# Panilla fasciata
Panilla fasciata är en fjärilsart som beskrevs av John Henry Leech 1900. Panilla fasciata ingår i släktet Panilla och familjen nattflyn. Inga underarter finns listade i Catalogue of Life.